# Матильда Ангулемская
Матильда Ангулемская (р. ок. 1180, ум. после 1233) - титулярная графиня Ангулема в 1181-1233. 

## Биография
Дочь (единственный ребёнок) графа Вульгрина III. Когда он умер, ей было около года. Графом Ангулема объявил себя Гильом - дядя Матильды.
Воспользовавшись случаем прибрать к рукам богатое графство, на защиту юной наследницы встал Ричард Львиное Сердце - герцог Аквитании. Он объявил себя её опекуном, и изгнал из Ангулема других претендентов - вышеупомянутого Гильома и его брата Эмара.
В 1192 году Ричард попал в плен к австрийскому герцогу, и Эмар вернулся в Ангулем, объявив себя графом. Его поддержал французский король Филипп Август.
Вернувшись из заключения, Ричард Львиное Сердце тоже признал Эмара в обмен на его лённую присягу.
В  1200/1201 году Матильда вышла замуж за Гуго IX Лузиньяна. Тот от имени жены предъявил права на Ангулем, с 1202 года находившийся во власти английского короля Иоанна Безземельного - мужа Изабеллы Ангулемской, дочери Эмара. Гуго в союзе с Артуром Бретонским начал военные действия, но в августе 1202 года они оба попали в плен к своему противнику.
После смерти Иоанна Безземельного (1216) Изабелла Ангулемская вышла замуж за Гуго X Лузиньяна - сына Гуго IX, и таким образом её графство всё равно отошло Лузиньянам.
В 1233 году Матильда в обмен на ежегодную пенсию отказалась от всех прав на Ангулем в пользу Изабеллы и её детей.